# Lucjusz Fulwiusz Plautianus
Lucjusz Fulwiusz Plautianus (łac. Gajus [Lucius] Fulvius Plautianus; ur. ok. 150, zm. 22 stycznia 205) – konsul rzymski w roku 203 i wysoki urzędnik cesarski, bliski współpracownik cesarza Septymiusza Sewera.

## Życiorys
Zaufany przyjaciel i faworyt Septymiusza Sewera, związany z nim wspólnym pochodzeniem z afrykańskiej Leptis Magna; zapewne także pokrewieństwem jako członek rodu, z którego pochodziła  Fulvia Pia, matka cesarza. Mianowany przez niego prefektem pretorianów w 196 lub 197, od roku 203 był konsulem i senatorem (piastował też godność pontifeksa), awansując do grona patrycjuszy i uzyskując ogromny wpływ na działania cesarza oraz sprawy państwa. W służbie Septymiusza brał nader czynny udział w zwalczaniu jego rywali (Pesceniusza, Pertynaksa), co skutkowało bezgranicznym zaufaniem władcy. Miał syna – Gajusza Fulwiusza Plautusa Hortensjusza, oraz córkę Publię Fulvię Plautillę, która dla politycznie zaaranżowanego małżeństwa, w kwietniu 202 roku niezwykle uroczyście (podczas decennaliów Septymiusza Sewera) poślubiła starszego syna cesarza – Karakallę. 
Jego zdecydowane działania charakteryzowały się znacznym stosowaniem przemocy i okrucieństwa. Ponadto cechowała go znaczna chciwość i nadmierne ambicje (m.in. wyrażające się w grabieży cudzych majątków i w aprobacie dla wystawiania mu posągów wdzięczności i chwały), będące przyczyną przejściowych rozdźwięków z Septymiuszem. Nadzwyczaj wysoka pozycja i przesadne ambicje Plaucjana wywołały ostatecznie reakcję ze strony cesarzowej matki, obawiającej się zagrożenia dla dynastycznej polityki Sewerów. Julia Domna skutecznie oddziaływała na Karakallę, od początku odnoszącego się wrogo do żony i teścia, odpowiednio go podburzając i ostrzegając też męża przed poczynaniami Plaucjana. W pierwszym starciu z nią oskarżony o intrygowanie faworyt chwilowo odniósł zwycięstwo, dopóki śmierć brata cesarza – Publiusza Septymiusza Gety, ujawniającego dotychczasowe występki Plaucjana i ostrzegającego przed zdradą ze strony cesarskiego powiernika, nie spowodowała przywrócenia poważnych oskarżeń przeciw niemu.  
Kiedy w styczniu 205 roku z inspiracji Julii Domny oskarżono go o spisek przeciw cesarzowi, wezwany przez Septymiusza dostojnik został w obecności cesarza zgładzony przez agresywnego Karakallę (lub na jego rozkaz). Szczegółowy opis tych wydarzeń znany jest z relacji Herodiana i Kasjusza Diona, różniących się nieco w istotniejszych szczegółach (wersja niechętnego mu Kasjusza Diona ukazuje w zabójstwie czynniejszy udział Karakalli). Majątek Plaucjana skonfiskowano, ustanawiając kuratora dla zarządzania jego dobrami, a wszelkie oznaki jego upamiętnienia (pomniki, inskrypcje dedykacyjne itp.) zniszczono jako odnoszące się do osoby oficjalnie skazanej na zatarcie pamięci (damnatio memoriae). Proskrypcyjnym prześladowaniom i wyrokom śmierci poddano wszystkich podejrzanych o sprzyjanie Plaucjanowi. Młodą cesarzową Plautyllę oddalono i wraz z bratem skazano na banicję na wyspy, gdzie później została zgładzona.